# Клан Егню

Гребінь клану Егню.

Герб вождів клану Егню.

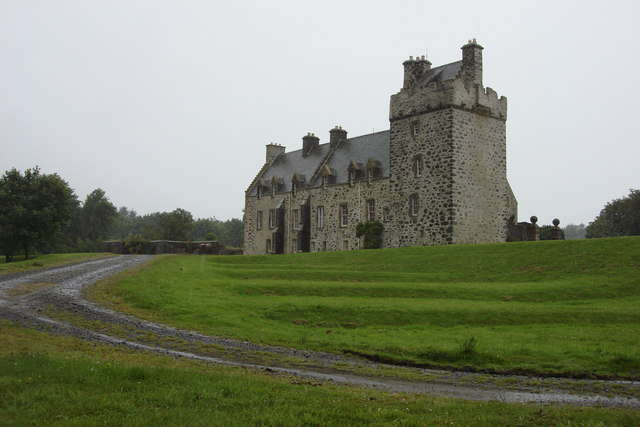
Замок Лохнау.

Клан Егню (шотл. - Clan Agnew) - один з кланів рівнинної частини Шотландії - Лоуленду, один з кланів Ірландії. 
Гасло клану: CONSILIO NON IMPETU - Радою, а не силоміць (лат.)
Військовий клич: AGNEW! - Егню!
Землі клану: Дамфрі, Галловей
Символ клану: орел
Вождь клану: Сер Кріспін Егню (шотл. - Sir Crispin Agnew) - XI баронет Лохнау, леді Орла Егню (шотл. - Lady Orla Agnew) - XI баронетта Лохнау
Резиденція вождя клану: Замок Лохнау

## Історія клану Егню

### Походження клану Егню
Походження назви клану Егню до кінця не встановлено і дискутується. Є версія, що засновником клану Егню був норманський барон Де Агно. Спочатку він оселився в Англії, але пізніше переселився в Ліддесдейл (Шотландія) в кінці XII століття. 
Згідно з іншою версією клан заснований кельтськими переселенцями з північної Ірландії - з Ольстера. І предками клану Егню були люди з ірландського клану О’Гнів (ірл. - O'Gnimh). Цей клан був кланом спадкових поетів та бардів клану О’Нейлл Кланна Бой. Люди, що переселились в Шотландію отримали церковне ім’я Егню. Англійською мовою назва цього клану писалася як О’Гнів (англ. - O'Gnyw) та О’Гню (англ. - O'Gnew). Тоді виходить, що клан Егню споріднений має спільне походження з кланом МакДональд, з Сомерлендом, що в XII століття був королем королівства Островів. 
Самі Егню віддають перевагу версії про своє ірландське походження. Але відомо, що в XII столітті сера Джона де Коркі - завойовника Ольстера супроводжував лицар Агнео - нормандський лицар, що отримав за службу землі в Антрімі. Тобто, виходить, що предки клану Егню прибули з Нормандії в Ірландію, а потім з Ірландії в Шотландію.  
Перша історична згадка про клан Егню відноситься до 1190 року, коли Вільям де Егню підписав договір між Ранульфом де Суліом та абатством Джедборо. У 1363 році Егню Лохноу були призначені королем Шотландії Давидом II шерифами Голлуей і стали великими землевласниками та васалами клану Дуглас.  

### XV - XVI століття
Ендрю Агню з Лохнау отримав землі навколо замку Лохнау і призначений констеблем замку Лохнау у 1426 році. У 1451 році він був призначений шерифом Вінгтауна. Його прямі нащадки теж мали цю ж посаду - посада була спадковою. 
Його нащадок - інший Ендрю Агню Лохнау був вбитий під час битви з англійськими військами під Пінкі Клев у 1547 році. 
Патрік Егню - правнук Ендрю Егню жив в часи королеви Марії Стюарт та короля Якова VI. Коли Марія I Стюарт була скинута з трону і кинута за ґрати в замок Лохлевен, лерди Голлуей визнали юного короля Якова, але продовжували підтримувати королеву, ризукуючи і майном і головою. 
Падіння клану Дуглас у свій час збільшило статки клану Егню в Голлуей, але призвело до конфлікту клану Егню з кланами МакКіт та МакЛелланд, що заздрили успіху та багатству клана Егню і часто робили набіги і рейди на землі клану та шерифів Егню і клан Егню здійснював відповідні заходи. 

### XVII століття
Син Патріка Егню - сер Патрік Егню Лохнау - VII спадковий шериф Вігтауна.   Його нащадок - сер Ендрю Егню був відомим комендантом замку Блер - резиденції герцога Атолл. Гілка цього сімейства переселилася в Ірландію - в Ольстер і отримала від короля Якова VI землі Ларна та замок Кілвогтер. Тоді багато людей з клану Егню отримали землі в Ірландії, тому серед людей клану Егню є і католики, і протестанти.  
Сер Патрік Егню був депутатом парламенту від Вінгтаунширу з 1628 по 1633 рік, і потім знову з 1643 по 1647 рік. 28 липня 1629 року він отримав від короля Карла І титул баронета Нової Шотландії. Сер Егню одружився з Ганною Стюарт - дочкою І графа Галлоуей . Коли він помер у 1661 році, його титули та майно успадкував його старший син - Ендрю, що також став депутатом парламенту від  Вінгтаунширу. Він отримав посаду шерифа Керкубрі та Вігтауна в 1650 році. 

### XVIII століття
Ендрій Егню - V баронет одружився з родичкою - Елеонорою Егню Лохраян з якою він мав 21 дитину. Він був видатним військовим - командиром 21 піхотного полку, що пізніше став Королівським полком шотландських стрільців.  Він воював проти французів, брав участь у битві під Деттінгеном у 1743 році. Король Великої Британії Георг II, останній британський монарх, що безпосередньо брав участь у військових діях і командував армією, сказав, щоб Егню і його солдати були серед його полку, коли французька кавалерія піде у наступ. Сер Ендрю відповів: "Так, будь ласка, ваша величність, але вони знову переможуть".
Під час повстання якобітів у 1745 році клан Егню підтримав уряд Великої Британії. Сер Ендрю захищав замок Блер - резиденцію герцога Атола, коли на замок наступали якобіти. Це змусило принца Чарльза Едварда Стюарта відступити в Інвернесс. 

### Сучасна історія клану
Нинішній вождь клану Егню - сер Кріспін Егню Лохнау - Герольд Ротсею в Суді лорда-герольдмейстера Шотландії (Суд Лева). Маєтком Лохнау клан володіє з XV століття, а маєток Странраер був куплений австралийкою місс Делем Егню у 1950-х роках. Вона походить від от сера Джеймса Вілсона Егню, що переселился в Тасманію приблизно  в 1840 році.